# Mặt trận Gươm thiêng Ái quốc

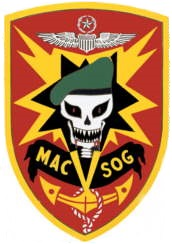
Lực lượng MACV-SOG mặc đồng phục khó phân biệt, nhưng đây là phù hiệu không chính thức của họ.

Mặt trận Gươm thiêng Ái quốc (tiếng Anh: The Sacred Sword of the Patriots League, viết tắt MTGTAQ) là chiến dịch đen kéo dài bắt nguồn từ CIA và được Bộ Tư lệnh Viện trợ Quân sự Mỹ tại Việt Nam – Đoàn Nghiên cứu và Quan sát (MACV-SOG) tiến hành trong chiến tranh Việt Nam. Nó liên quan đến sự kết hợp giữa tâm lý chiến (PSYWAR) và chiến dịch tâm lý (PSYOP) mà nay gọi là hoạt động hỗ trợ thông tin quân sự (MISO).
Mặt trận Gươm thiêng Ái quốc được "lên kế hoạch và thực thi bắt đầu từ tháng 4 năm 1963," mặc dù nó vẫn tiếp tục phát triển cho đến tận năm 1968. Mặt trận này hình thành nên trung tâm của nhiều PSYOP khác nhau nhằm chống lại Việt Nam Dân chủ Cộng hòa vốn có mật danh là Humidor. Nó cố gắng thuyết phục người dân—và đôi khi là chính phủ—Việt Nam Dân chủ Cộng hòa về sự tồn tại của một xã hội tự trị, phi cộng sản ở miền Bắc Việt Nam. Việc tạo dựng và ban hành "huyền thoại" Mặt trận Gươm thiêng Ái quốc đòi hỏi Lực lượng Đặc nhiệm Hoa Kỳ xây dựng dựa trên các kỹ thuật PSYWAR do Cơ quan Tình báo Chiến lược (OSS) thiết lập trong Thế chiến thứ hai.
Một số nhà sử học tin rằng MTGTAQ đã tìm cách chuyển hướng sự chú ý của các quan chức Bắc Việt đủ để biện minh cho chi phí và nhân lực của mình. Tuy nhiên, chương trình này không được biết đến với bất kỳ thành công đặc biệt đáng chú ý nào và nó thiếu định hướng về các mục tiêu cuối cùng. Những bất đồng liên tục giữa một số nhà lãnh đạo quân sự ở Việt Nam và các nhà hoạch định chính sách ở Washington đã khiến chương trình này không bao giờ trở thành một lực lượng phản cách mạng thực sự ở miền Bắc Việt Nam. Nó gần như bị giải tán vào năm 1968 sau vòng đàm phán ban đầu về Hiệp định Hòa bình Paris năm 1973.

### Tiền lệ lịch sử của Mỹ

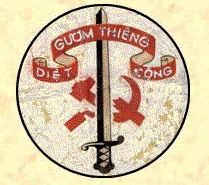
Phù hiệu Mặt trận Gươm thiêng Ái quốc do MACV-SOG thiết kế.

## Hoạt động tuyên truyền của MTGTAQ

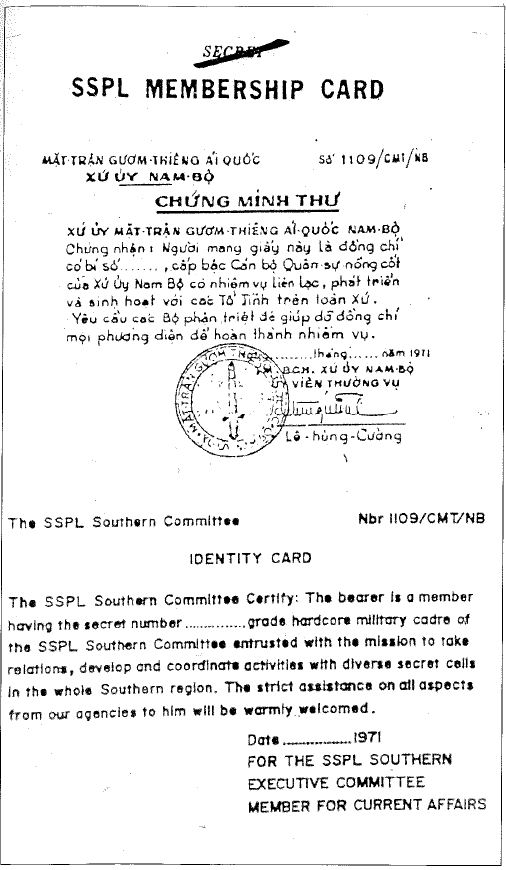
Chứng minh thư Mặt trận Gươm thiêng Ái quốc.